# PJSC VimpelCom
PJSC VimpelCom (russe : ПАО «ВымпелКом» ou nom complet russe : ПАО «Вымпел-Коммуникации», PAO «Vympel-Kommunikatsii») est une entreprise russe de télécommunications fondée en 1992 lorsque ses cofondateurs, Dr. Dmitry Zimin et Augie K. Fabela II se sont réunis pour lancer l'industrie du mobile en Russie. Augie Fabela, alors jeune entrepreneur américain, et le Dr Zimin, un scientifique russe dans la cinquantaine, ont lancé ensemble la marque Beeline.
PJSC VimpelCom est le troisième opérateur de téléphonie mobile et le deuxième opérateur de télécommunications, en Russie. Les principaux concurrents de VimpelCom en Russie sont Mobile TeleSystems et MegaFon.
Le siège social de PJSC VimpelCom se trouve à Moscou. De 1996 à 2010, elle a été cotée sous le symbole NYSE : VIP. Elle est entièrement détenue par VEON, bien que la vente de ses opérations russes soit en cours après que VEON a annoncé la vente de sa filiale russe en novembre 2022. En 2022, le chiffre d'affaires de l'entreprise s'élevait à 280 milliards de roubles.

## Histoire

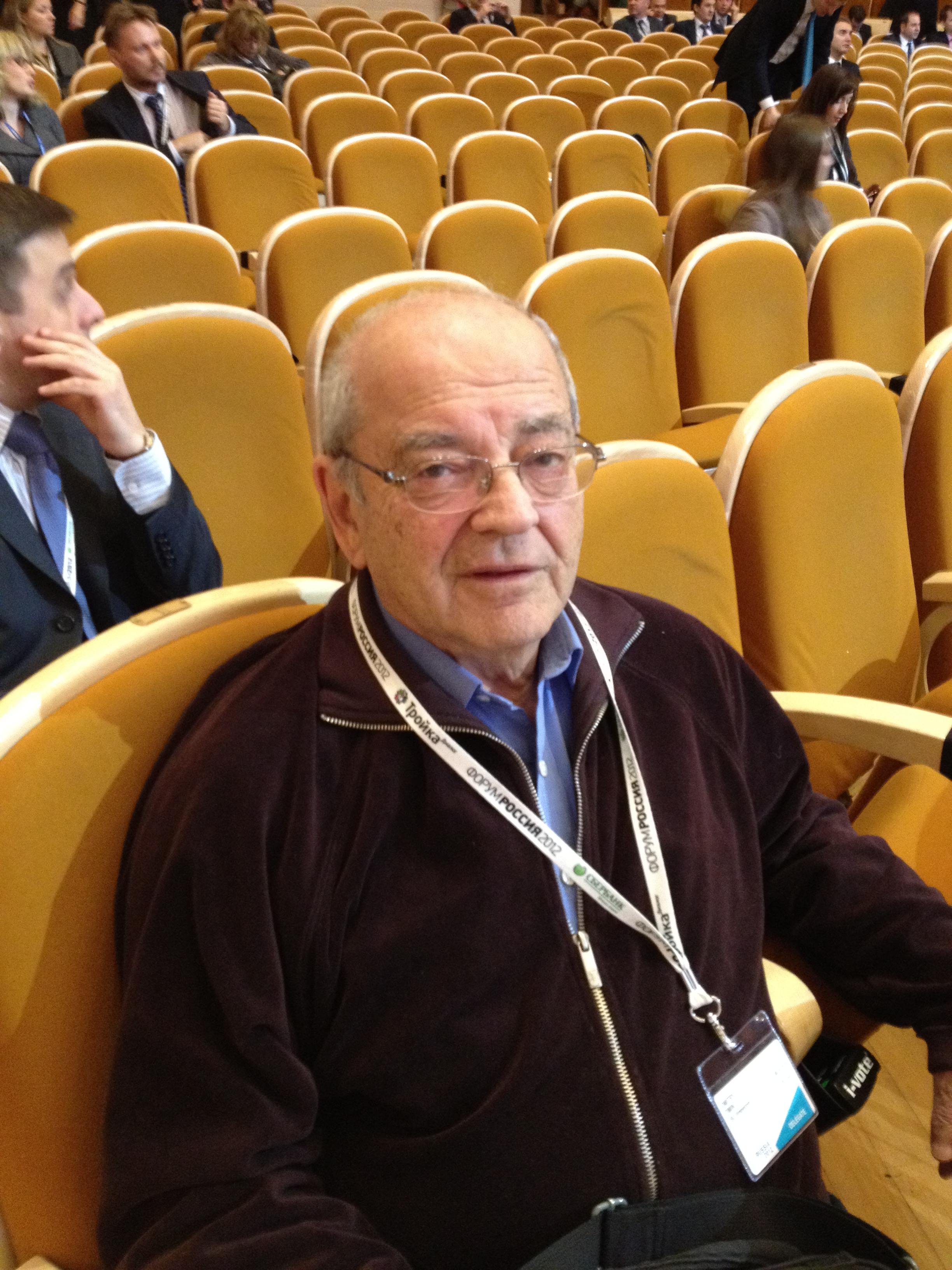
Dmitry Zimin, fondateur et président honoraire

Ancien logo de PJSC VimpelCom

L'entreprise a été fondée en 1992 à Moscou, Russie et a initialement exploité un réseau AMPS/D-AMPS à Moscou et dans l'oblast de Moscou.
La marque "Beeline" a été créée en 1993.
En 1996 OJSC VimpelCom est devenue la première entreprise russe cotée à la New York Stock Exchange (NYSE : VIP).
En 1997, l'entreprise a commencé le déploiement du réseau GSM et en 2001, elle a lancé des réseaux GSM dans les régions russes.
Le 29 février 2008, OJSC VimpelCom a finalisé une fusion avec Golden Telecom. En octobre 2008, OJSC VimpelCom a acquis une participation de 49,9 % dans Euroset, le plus grand détaillant de téléphonie mobile en Russie et dans la CEI.
En 2010, le ticker "VIP" a été transféré à la holding VimpelCom Ltd. En février 2017, VimpelCom a été renommée VEON, du nom de la plateforme de messagerie qu'elle avait développée.
Le 14 avril 2005, l'entreprise a diminué son revenu net pour 2002 et 2003 à la suite de cette révision : 2002 - 2,8 millions de dollars ou 2,2 %, 2003 - 5,2 millions de dollars ou 2,2 %.
Le 24 novembre 2022, VEON a annoncé avoir conclu un accord pour vendre sa filiale russe PJSC VimpelCom à l'équipe de direction locale de la filiale. PJSC VimpelCom a été évaluée à environ 6,1 milliards de dollars dans le cadre de l'accord.